# Rotschultervanga
Der Rotschultervanga (Calicalicus rufocarpalis) ist ein Sperlingsvogel in der Familie der Vangawürger (Vangidae).
Das Artepitheton kommt von lateinisch rufus ‚rot‘ und altgriechisch καρπός karpos, deutsch ‚Handwurzel‘.

## Merkmale
Der Rotschultervanga ist ein kleiner gedrungener Vangawürger, 14–15 cm groß, 15–17 g schwer.
Kopfkappe und Nacken, Rücken sind grau, die Iris ist blass, die Beine sind rosafarben
Das Männchen hat schwarze Kehle und Zügel, mit weißer Stirn und Ohrdecken, Brust und Bauch sind weiß mit rosa an den Flanken. Die Flügel sind braun, die Deckflügel rot, Schwanzoberseite rötlich. Beim Weibchen sind Kehle, Brust und Bauch ockerfarben, das Flügelrot blasser.

## Verhalten
Er ernährt sich von kleinen Insekten, die er in dichtem Gebüsch sucht.

## Verbreitung und Lebensraum
Der Rotschultervanga ist im Südwesten Madagaskars endemisch, sein Lebensraum sind dichte Euphorbien im Kalkstein zwischen Toliara und Naturreservat Cap Sainte Marie. Er tritt einzeln, oder in kleinen Familiengruppen auf, mitunter zusammen mit Rostbauchnewtonie oder Braunstirnnewtonie.

## Gefährdungssituation
Der Bestand gilt als gefährdet (Vulnerable).